# 伯克縣 (北達科他州)
伯克县（英語：Burke County）是位於美國北達科他州西北部的一個縣，北鄰加拿大沙士吉萬。面積2,925平方公里。根據美國2000年人口普查估計，共有人口2,242人。縣治鮑貝爾斯 (Bowbells)。
成立於1910年2月8日。縣名紀念州長、美國財政部財務長約翰·伯克。